# Station Bregenz
Bregenz is het hoofdstation van de gelijknamige hoofdstad van Vorarlberg dat werd geopend in 1872 als onderdeel van de de Vorarlbergbahn. Het wordt bediend door zowel stoptreinen als langeafstandsdiensten van ÖBB en is ook een belangrijk station van de Vorarlbergse S-Bahn. Organisatorisch maakt de halte Bregenz Hafen, met een directe aansluiting op de bootdiensten op de Bodensee, deel uit van het station. Daarnaast kent Bregenz nog de halte Riedenburg in het westen van de stad. 

## Geschiedenis

### 1872
Het station werd op 1 juli 1872 geopend door de particuliere Vorarlbergerbahn (VB) toen het deeltraject Lochau – Bludenz in dienst kwam. Na de komst van bootdiensten naar Konstanz, Friedrichshafen en Romanshorn en de opening van de Arlbergspoorlijn in 1884 nam het belang van het station verder toe. Aan de zuidkant van de haven kwamen voorzieningen voor de spoorponten en het dubbelspoor vanaf het station werden met bewegende steigers met de ponten gekoppeld. Op 1 juni 1890 werd de halte Bregenz Hafen geopend nadat op dezelfde dag de reizigersschepen van de westpier naar de nieuwe pier verplaatst waren. Op 26 mei 1891 werd een ijzeren loopbrug, gelijkend op de latere „Gulaschbrücke“ geopend, deze bestond tot 1955.
De opening van de, aanvankelijk ook particuliere, Bregenzerwaldbahn, op 15 september 1902 betekende dat station Bregenz zowel normaalspoor als meterspoor kreeg. Het station was het gezamenlijke station van twee spoorwegmaatschappijen totdat de Bregenzerwaldbahn AG op 1 januari 1932 werd genationaliseerd. Omdat de treinen van de Bregenzerwaldbahn voornamelijk bij het toenmalige station Vorkloster werden afgehandeld was het smalspoor in station Bregenz tot een minimum beperkt. Er lagen een omloopspoor, een spoor langs de goederenloods en een helling waarmee smalspoormaterieel op smalspoordraagwagens kan worden gereden. De spoorponten voeren in 1917 voor het laatst naar Bregenz en sinds 15 februari 1927 is het station geëlektrificeerd.
Na de Anschluss nam de Deutsche Reichsbahn (DR) het station over en noemde het station op 5 mei 1941 Bregenz Hauptbahnhof als onderscheid van de andere stations in de stad die het voorvoegsel Bregenz- kregen. Op 23 maart 1946 werd dit door de ÖBB teruggedraaid.

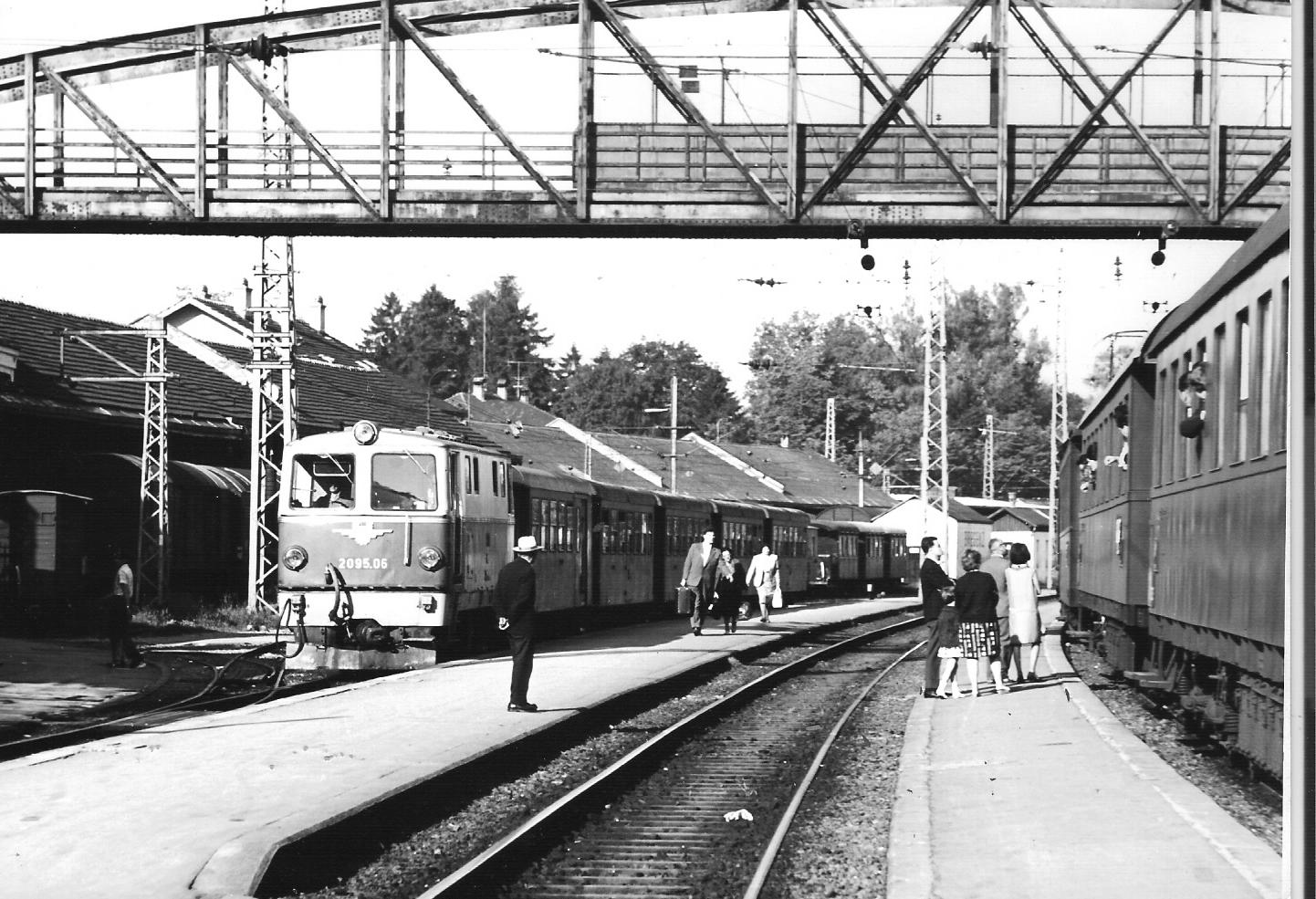
De Bregenzerwaldbahn en normaalspoor materieel onder de Gulaschbrücke in juli 1964.
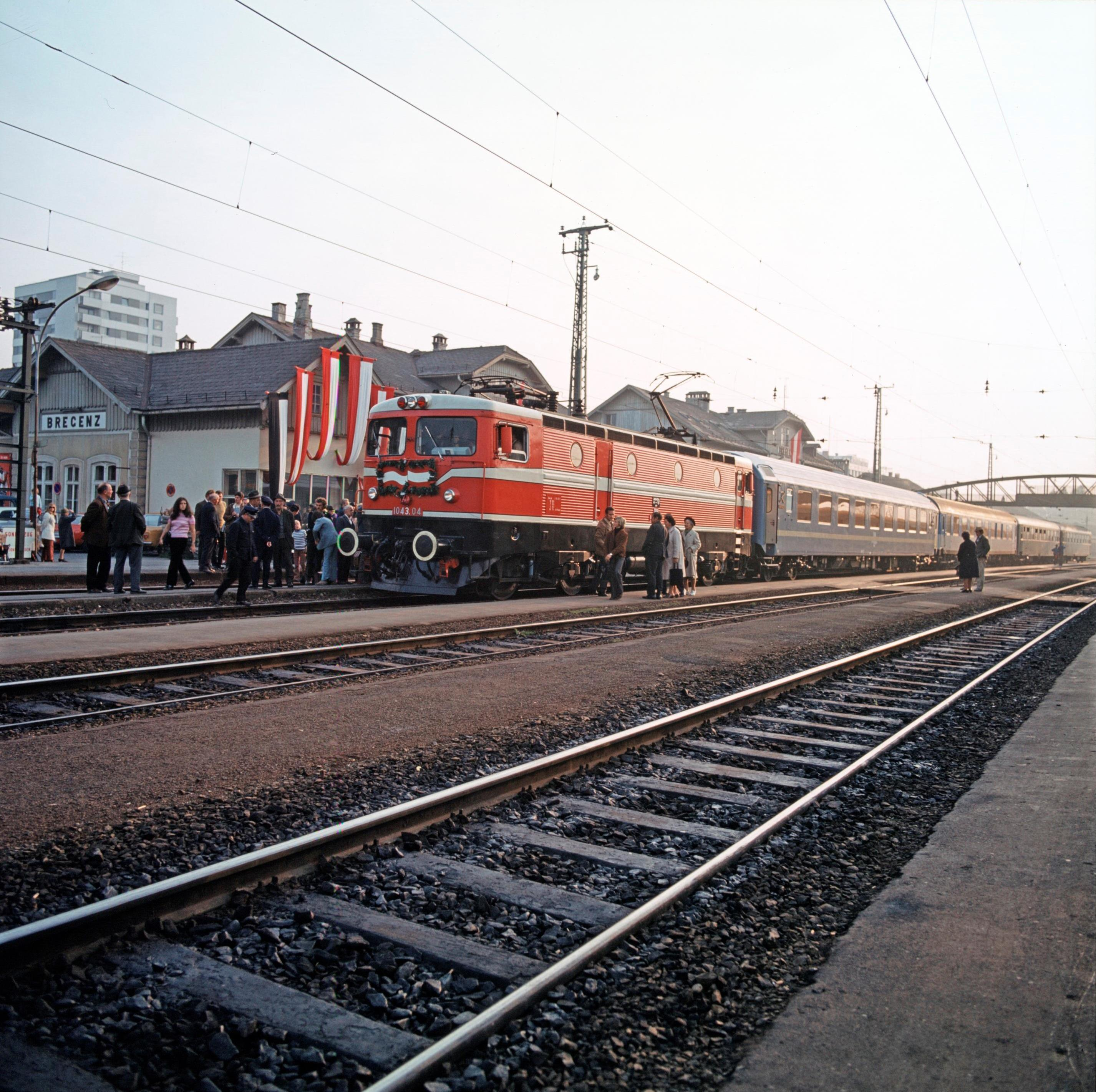
Het station bij het eeuwfeest in 1972.

### Ombouw 1984 – 1989
In 1984 begon de complete verbouwing van het station waarbij de sporen rechtgetrokken werden. ÖBB halveerde het aantal doorgaande sporen tot 5 en bouwde nieuwe bredere 55cm hoge perrons die met liften en roltrappen toegankelijk zijn. Sindsdien worden een aantal taken vervuld door het, in 1982 geopende, goederenstation in Wolfurt, naast de afhandeling van het goederenverkeer betreft dit ook de opstelsporen voor en reiniging van reizigerstreinen. Hierdoor kromp zowel aan de stads- als aan de meerzijde het stationsoppervlak aanzienlijk. Terwijl de Pfändertunnel sinds 1980 de Rheintalautobahn A14 om de stad leidde werd het stationsgebouw 292 meter ten westen van dat uit 1872 gebouwd zodat in de toekomst ook het spoor door een tunnel door de Pfänder verlegd zou kunnen worden ter vervanging van het spoor op de oever van de Bodensee.
Het stationsontwerp kende ook een kopspoor voor Bregenzerwaldbahn dat ook gerealiseerd is. Deze spoorlijn was als gevolg van onweersschade in 1983 gesloten maar bij het begin van de verbouwing nog niet formeel opgeheven. Het omvangrijk verbouwde station werd op 15 september 1989 in gebruikgenomen. De spoorbak voor de Bregenzerwaldbahn werd voorzien van normaalspoor en tot 2004 gebruikt door posttreinen. In het stationsgebouw is ook een kantoor voor de grensbewaking.
In samenhang met de sloop van het oude stationsgebouw in de herfst 1989 werd op 29 juni 1990 ook de loopbrug (Gulaschbrücke) over de sporen afgebroken. Hiervoor in de plaats konden de sporen tussen het centrum en de promenade worden overgestoken door een nieuwe brug bij het nieuwe stationsgebouw en een voetgangerstunnel (Hypo-Unterführung) ter hoogte van de Montfortstraße.
De halte Hafen was daarom tijdens de dienstregeling 1990/1991 tijdelijk buiten gebruik.

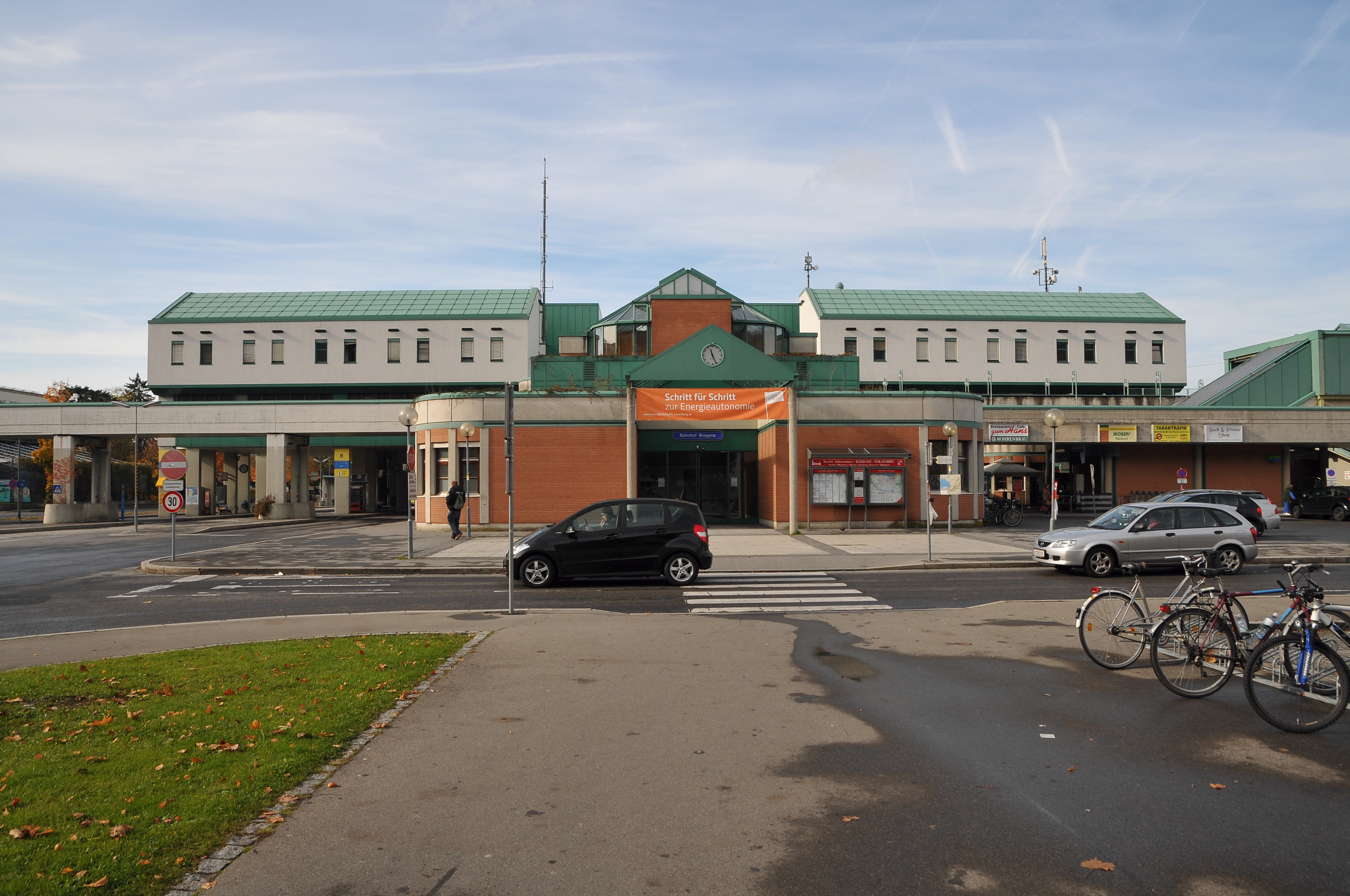
De oostgevel van het gebouw uit 1989.
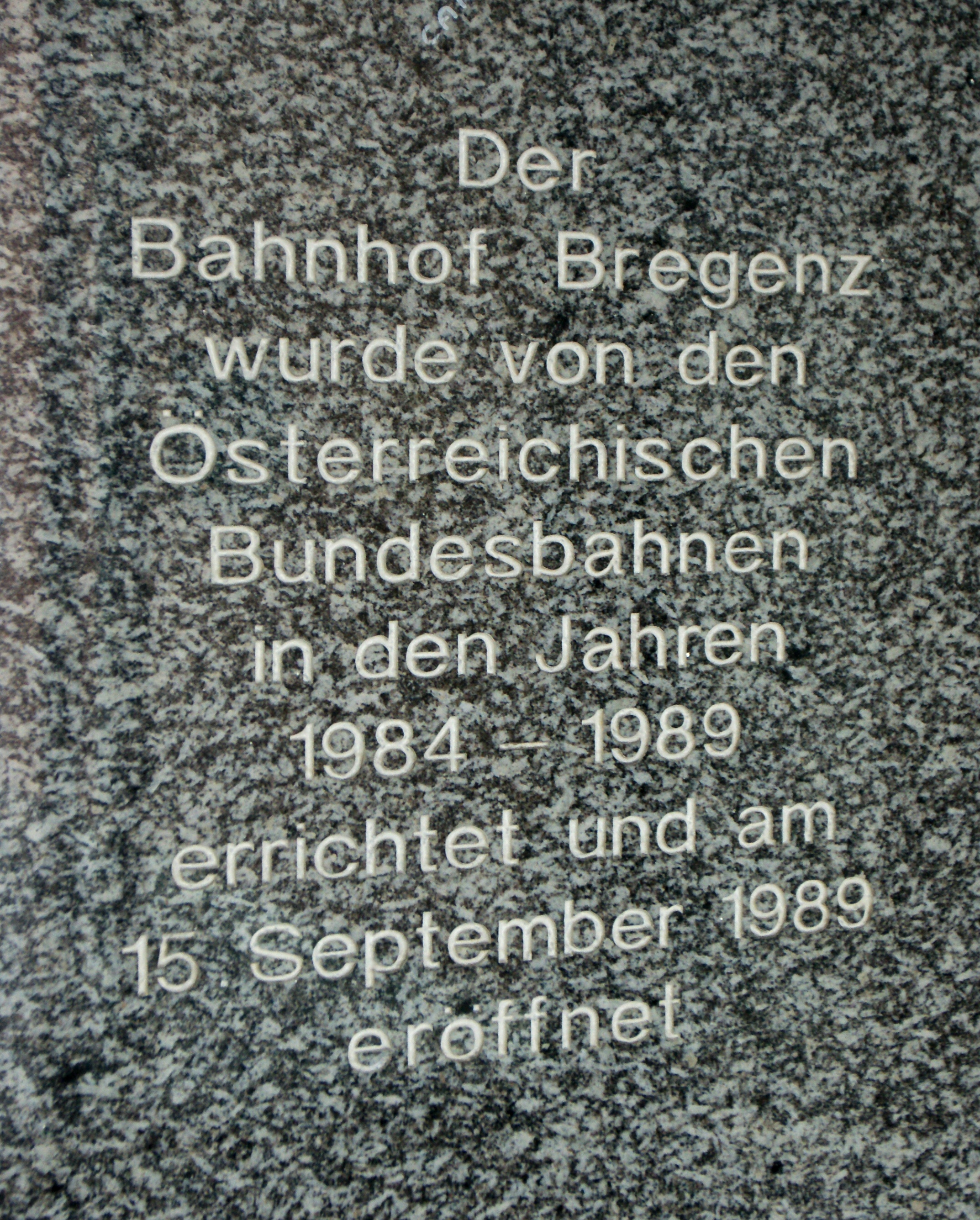
De plaquette voor de ombouw.
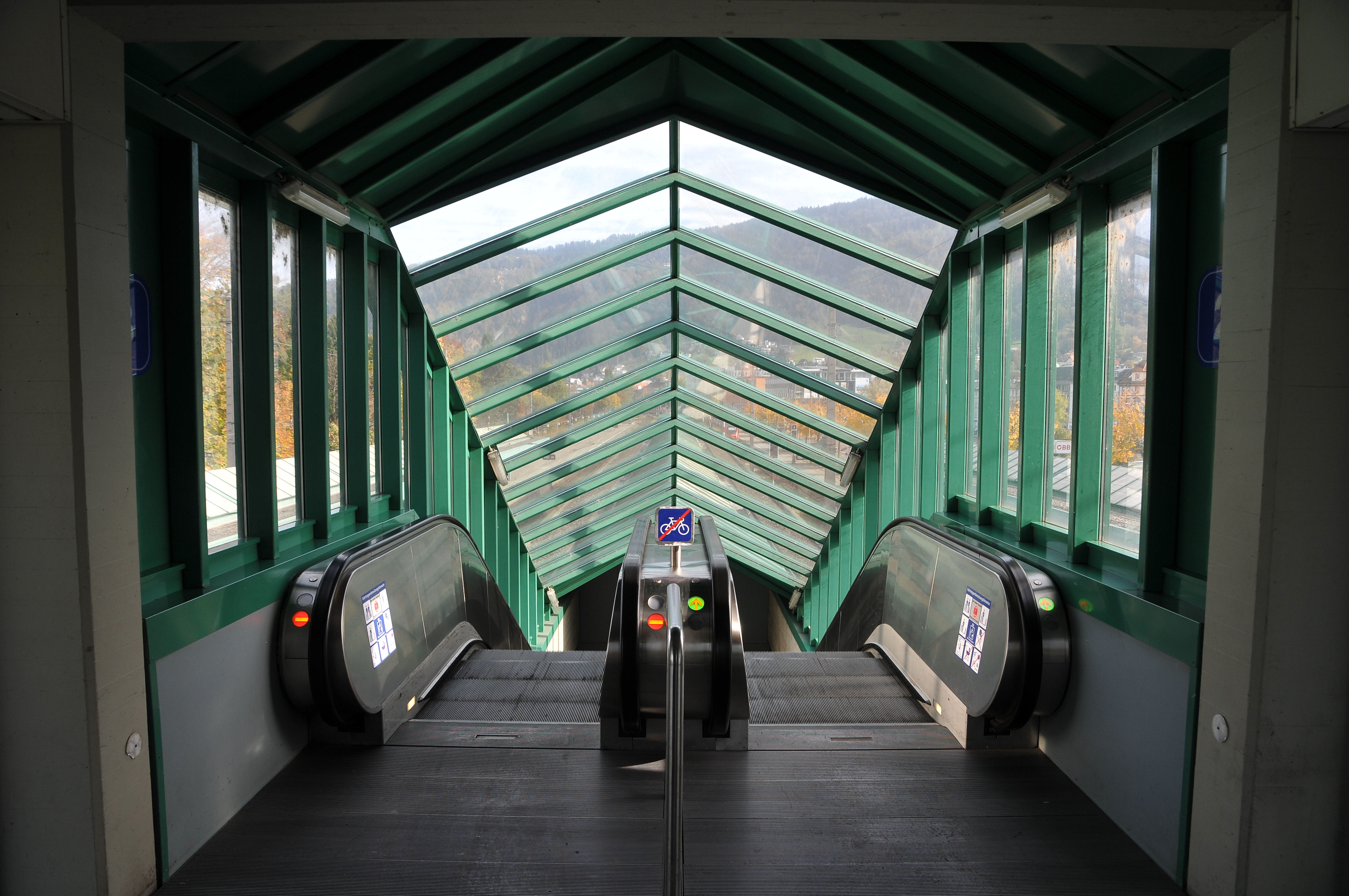
De roltrappen tussen loopbrug en perron.

### Nieuwbouw
Op 12 juni 2019 werden door de stad Bregenz, de ÖBB en de deelstaat Vorarlberg plannen voor de ombouw of nieuwbouw van het station gepresenteerd. Deze plannen voor het slechts 30 jaar oude stationsgebouw werden ingegeven door schade aan het gebouw en de, volgens de opvattingen in 2019, bovenmatige ruimte voor het autoverkeer dat te zien is aan de grote parkeerterreinen en brede straten rond het station. In het kader van het project Seequartier, dat ten zuidwesten van het station gebouwd zou worden, moest op de plaats van het stationsgebouw een hotel komen. Nadat dit project was opgeschort na vele protesten, onder meer van Vorarlberger architecten, kwam de welstandscommissie van Vorarlberg in 2019 bijeen om uit uitgewerkte plannen voor de nieuwbouw te kiezen. Het ontwerp van het Bregenzer architectenbureau Dietrich/Untertrifaller Architekten betekent dat het station opnieuw wordt opgebouwd voor een bedrag van 77 miljoen euro.     
In oktober 2023 lag er ook een variant waarbij het nieuwe stationsgebouw een paar honderd meter ten oosten van het stationsgebouw uit 1989 op het „Seestadtareal“ te bouwen dat als parkeerterrein wordt gebruikt. Dat zou dus op de plek zijn waar het station uit 1872 stond. De eigenaren van de 9300 m2 grote terrein wilden hier een warenhuis bouwen, maar zagen daar van af en willen de grond aan de stad Bregenz verkopen. Deze locatie heeft de voorkeur van het stadsbestuur omdat ze dichter bij het centrum ligt. Ongeacht de locatie moet het nieuwe station in ieder geval plaats bieden aan 16 bushaltes.
Halverwege 2021 werd een voorstel gedaan om tussen Lauterach, ten zuiden van Bregenz, en Lochau-Hörbranz, ten noorden van Bregenz, een geheel ondergrondse dubbelsporige lijn van 9 km voor het bedrag van 1,5 miljard euro te bouwen. Dit alternatief zou de doorstroming bevorderen, geluidshinder opheffen, bebouwing van de vrijgekomen terreinen mogelijk maken en de toegang tot de oever ten noordoosten van Bregenz Hafen niet meer beletten. ÖBB wil echter de goedkopere uitbreiding van het bestaande spoor realiseren. De stad Bregenz en de andere gemeenten langs de lijn geven om stedebouwkundige redenen de voorkeur voor het beduidend duurdere ondergrondse tracé, ondanks dat dit technisch moeilijker is, langer duurt en een jarenlange sluiting van de lijn betekent. Als voor de ondergrondse variant gekozen wordt zal ook het nieuwe station ondergronds gebouwd moeten worden. 
Volgens de planning van mei 2023 zou het stationsgebouw in verband met de slechte bouwkundige staat in 2024 gesloten en afgebroken worden. Omdat nog niet gekozen is tussen de bovengrondse en ondergrondse variant en evenmin vaststaat wat er met de inrichting van het gebied rond het station zal gebeuren wordt het te slopen stationsgebouw door containers vervangen. De „Hypo-Unterführung“ is voorafgaand aan de sloop voorzien van liften zodat deze als vervanger kan dienen van de, eveneens te slopen, loopbrug over de perrons. Het stationsdienstgebouw zou al in 2016 worden afgebroken en omdat al tot sloop besloten is wil ÖBB geen grote investeringen meer doen in het gebouw zodat het station steeds verder in verval raakt. Mede daardoor staat Bregenz bij de jaarlijkse stationskeuring Schönster Bahnhof Österreichs al sinds vele jaren op de onderste plaatsen en in 2023 is het de hekkensluiter.

## Ligging
Sinds de sluiting van de Bregenzerwaldbahn is het station weer een doorgangsstation vlak bij het centrum en de oever van de Bodensee aan de ander kant van het spoor. Het stationsgebouw heeft als adres Fritz-Mayer-Platz 1. De aanlegsteigers liggen ook in de buurt maar hebben door de halte Bregenz Hafen een eigen aansluiting op het spoor. In het stationsgebouw hebben zowel de ÖBB als het Verkehrsverbund Vorarlberg een kantoor en zijn er diverse winkels voor proviant en gastronomie. Het busstation pal voor het station wordt bediend door de stadsbus, toeristenbussen, langeafstandsbussen en het streekvervoer van Landbus Unterland en Landbus Bregenzerwald.

## Treinverkeer
Het station is het knooppunt tussen de treinverbindingen Bregenz – Wenen en Zürich – München. Langeafstandstreinen verzorgen een of meer keer per dag treindiensten van en naar Wenen, Salzburg, München, Zürich, Stuttgart en Keulen. Stoptreinen uit het zuiden rijden door naar Bregenz Hafen of Lindau. 